# Norbert Tefelski
Norbert Tefelski (Pseudonym: eNTe; * 29. März 1950 in München) ist ein deutscher Autor, Verleger, Journalist sowie Gelegenheitsschauspieler und -regisseur.

## Leben und Wirken
In München als Sohn schlesischer Eltern geboren, wuchs er im niederbayerischen Deggendorf auf. Nach mehreren Berufs- und Wohnortwechseln, u. a. nach Bad Pyrmont und Lübeck, zog er 1979 nach Berlin.
1980 gründete er den KULTuhr Verlag, der bis 1986 in seinen Publikationen Literatur mit Bildender und Darstellender Kunst, Fotografie und Musik einzubeziehen suchte und so u. a. eine Zusammenarbeit mit Wolf Kahlen, Johannes Grützke, F. W. Bernstein und Frank Zucht ergab. Daneben übernahm Tefelski gelegentlich Auftragsarbeiten, wie z. B. Pressetexte zu schreiben für Helge Schneider oder Marcus Jeroch. Erste eigenständige Buchveröffentlichungen legte er ab 1982 vor. In der ersten Hälfte der 1980er trat er auch mit multimedial aufbereiteten „Aktionslesungen“ auf, solo und in temporären Zusammenschlüssen wie der „Gruppe Schauplazz“ und den „LöweTöchtern“. Zudem verfasst er Songtexte u. a. für Interpreten wie Gerlinde Kempendorff, Ulf und Zwulf, Celina Muza und ComBox sowie für das Musical Die Bremer Stadtmusikanten – Ein Musical mit Puppen und Halunken (Musik: Rainer Rubbert; UA am 19. November 2005: Hans Wurst Nachfahren, Berlin).
Nach ersten Veröffentlichungen in der Zitty war Tefelski von 1988 bis 1989 Kolumnist in der TAZ mit der Serie Swinging Metropolis und von 1988 bis 1995 für das Stadtmagazin tip mit der Interview-Kolumne Auf ein Wort. Daneben schrieb er in den 1990er-Jahren für den Tagesspiegel Kritiken über Kleinkunst-, Varieté- und Musicalvorstellungen. Von 1995 bis 2005 betreute er in der Tagesspiegel-Beilage TICKET die Bereiche „Show“ und „Literatur“, in dieser Beilage erschien dann auch von 2008 bis 2010 seine Kolumne Drahtseilakt. Bis heute schreibt er regelmäßig für TICKET sowie für die Tagesspiegel-Beilage SPIELZEIT (Kolumne Reimzeit).
In den 1980ern und 1990ern war er erst als Komparse und später mit kleinen Rollen auch als  Schauspieler an einigen Film- und Fernsehproduktionen beteiligt – u. a. 1998 als Karl Rabe in Wolffs Revier – Bauernopfer. 1997 schrieb er die Bühnenshow Der Verriss. Ein Varieté mit Störungen, worin er auch selbst die Hauptrolle spielte und Regie führte. 2015 inszenierte er zusammen mit Evangelia Sonntag-Epanomeritaki das Kabarettprogramm Blues in der Bluse von Philipp Sonntag.
Norbert Tefelski lebt in Berlin-Charlottenburg.

## Auszeichnungen
- Mehrere Literaturstipendien des Senats für Kulturelle Angelegenheiten (Berlin) in den 1980er- und 90er-Jahren[1]
- 2005: Teilnahme am Seminar für Textdichter in der Celler Schule

## Werke

### Bibliografie

#### Lyrik, Prosa und Zeichnungen
- krEIS – eine chronische dichtung. Gödtel, Kusel 1982, ISBN 3-922630-12-X.
- uns sinn liegt uns in – 40 minimalgedichte. Patio-Verlag, Frankfurt a. Main 1984.
- 1:5. Lyrik, Prosa, Originalgrafik, limitierte Auflage. Zusammen mit ENDART. Edition Mariannenpresse, Berlin 1988.
- kARTongs. Zeichnungen. W. van Dijk Verlag, Heidelberg 1990.
- Die begehrliche Gefährlichkeit – 12 criminale Geschichten. Mit 7 Zeichn. von Johannes Grützke u.e. Nachw. von Ulrich Goerdten. Dieter Mink Verlag, Berlin 1990, ISBN 3-923034-08-3.
- Endstation Sinnzucht. Neun & sechzig Gedichte, zehn Fussnoten. Zwei & dreissig Illustrationen von Klaus Theuerkauf. Druckhaus Galrev, Berlin 1994, ISBN 3-910161-51-0.
- Bedeutoburger Weltmusik [Mantra Buffo] mit „LippenDrucken“ von Carola Scheil. Hybriden Verlag von Hartmut Andryczuk (MMM-Extra 4), Berlin 1999 (limitierte Auflage).

#### Herausgeberschaften (Auswahl)
- Max Goldt: Schöner für ihn, stärker für sie. Literaturmusik (Audio-Kassette). KULTuhr Verlag, Berlin 1982.
- KULTuhr. Bände 1 bis 11. KULTuhr Verlag, Berlin 1980–1985.
- Wolfgang Schlüter: Eines Fensters Schatten oder Mercurius’ Hochzeit mit der Philologie. Roman. KULTuhr Verlag, Berlin 1984.
- Bert Papenfuß-Gorek: harm – arkdichtung 77. Lyrik. KULTuhr Verlag, Berlin 1985.
- Robert Wienes: Alles Geschriebene bisher Quark – (e. Ausz.). Mit e. Notiz zu einem Unbekannten. Univ. - Gesamthochschule, Siegen 1986; 2., erw. Aufl. 1987; 3. Aufl. mit e. Essay von Friedhelm Rathjen Faksimile e. Privatdrucks. Ed. Text u. Kritik, München 1988, ISBN 3-88377-267-4.

### Bühne
- Der Verriss. Ein Varieté mit Störungen. Buch, Regie und Darstellung. (UA: 24. Mai 1997, BKA-Zelt, Berlin)
- Blues in der Bluse. Kabarettprogramm von und mit Philipp Sonntag. Regie zusammen mit Evangelia Sonntag-Epanomeritaki. (UA: 2. Februar 2015, Die Stachelschweine, Berlin)

### Film (Kleinrollen, Auswahl)
- Richy Guitar. Regie: Michael Laux. Rolle: Eismaschinenbesitzer. 1985
- Die Tote von Amelung. Regie: Hajo Gies. Rolle: Pfarrer. 1995
- Katharina die Große. Regie: Marvin Chomsky. Rolle: Servant Boris. 1995
- Blond bis aufs Blut. Regie: Lothar Lambert. Rolle: Club-Mitglied. 1997
- 14 Tage lebenslänglich. Regie: Roland Suso Richter. Rolle: Zivilbeamter. 1997
- Hostile Waters. Regie: David Drury. Rolle: Admiral Engineer. 1997
- Tatort: Eiskalt. Regie: Kurt Ockermüller. Rolle: Wirtschaftsvertreter. 1997
- Wolffs Revier – Bauernopfer. Regie: Ralph Bohn. Rolle: Karl Rabe. 1998
- Die Handschrift des Mörders.  Regie: Hajo Gies. Rolle: Pfarrer. 1999
- Küss mich, Frosch. Regie: Dagmar Hirtz. Rolle: Fürst. 2000
- Die Unberührbare. Regie: Oskar Roehler. Rolle: Verlagsangestellter. 2000